# Tetramorium goniommoide
Tetramorium goniommoide är en myrart som beskrevs av Poldi 1979. Tetramorium goniommoide ingår i släktet Tetramorium och familjen myror. Inga underarter finns listade i Catalogue of Life.